# Dyogo Henrique de Oliveira
Dyogo Henrique de Oliveira, né le 29 mai 1975 à Araguaína, est un homme politique brésilien.